# Nototriche armeriifolia
Nototriche armeriifolia är en malvaväxtart som beskrevs av Arthur William Hill. Nototriche armeriifolia ingår i släktet Nototriche och familjen malvaväxter. Inga underarter finns listade i Catalogue of Life.